# NGC 4858
NGC 4858 est une galaxie spirale barrée relativement éloignée et située dans la constellation de la Chevelure de Bérénice. Sa vitesse par rapport au fond diffus cosmologique est de 9 685 ± 19 km/s, ce qui correspond à une distance de Hubble de 143 ± 10 Mpc (∼466 millions d'al). NGC 4858 a été découverte par l'astronome prussien Heinrich Louis d'Arrest en 1865.

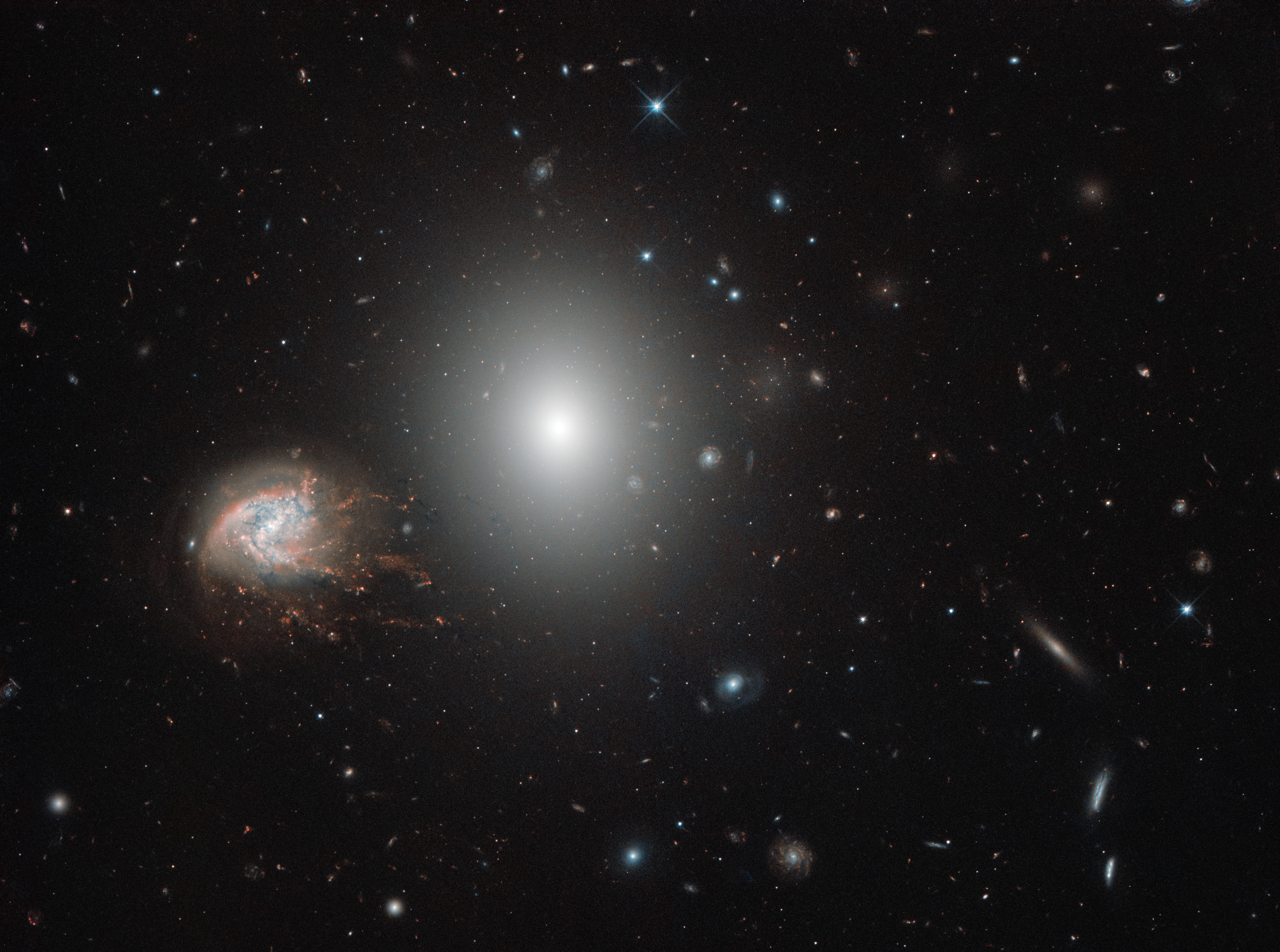
NGC 4858 et NGC 4860 par le télescope spatial Hubble.

La classe de luminosité de NGC 4858 est II et c'est une galaxie à sursaut de formation d'étoiles.
La galaxie NGC 4860 voisine sur la sphère céleste est beaucoup plus rapprochée de la Voie lactée. Il s'agit donc d'un couple de galaxies purement optique.
La désignation DRCG 27-195 est utilisée par Wolfgang Steinicke pour indiquer que cette galaxie figure au catalogue des amas galactiques d'Alan Dressler. Les nombres 27 et 195 indiquent respectivement que c'est le 27e amas de la liste, soit Abell 1656 (l'amas de la Chevelure de Bérénice), et la 195e galaxie de cette liste. Cette même galaxie est aussi désignée par ABELL 1656:[D80] 195 par la base de données NASA/IPAC, ce qui est équivalent. Dressler indique que NGC 4858 est une galaxie spirale de type SBc.